# Taylor Chummy
Die Taylor Chummy war ein Leichtflugzeug des US-amerikanischen Herstellers Taylor Brothers Aircraft Corporation vom Ende der 1920er Jahre. Die Chummy war der Ausgangspunkt für eine lange Entwicklungsreihe von kleinen, kostengünstigen Flugzeugen, die bis in die 1950er Jahre von Taylor und Piper Aircraft in den USA und bei Taylorcraft Aeroplanes in Großbritannien hergestellt wurden.

## Geschichte
Die Chummy war ein abgestrebter Hochdecker mit zwei nebeneinander liegenden Sitzen und stellte die erste eigene Konstruktion der Taylor Brothers dar, die zuvor lediglich zwei andere Flugzeuge im Kundenauftrag umgebaut hatten. Die anfängliche Bezeichnung war Arrowing Chummy, da 1927 für kurze Zeit das Unternehmen der beiden Brüder den Namen Arrowing trug. Von Ende 1927 bis 1931 war die Firmenbezeichnung dann Taylor Brothers Aircraft Corp., so dass die Maschine in der Literatur überwiegend als Taylor Chummy angesprochen wird.
Bei der Überführung einer Chummy zu einer Ausstellung in Detroit stürzte Gordon Taylor, einer der beiden Firmengründer, 1928 tödlich ab. Das Muster verkaufte sich nur schlecht, da bedingt durch die aufwendige Konstruktion, ein Verkaufspreis von 4000 US-Dollar, das Doppelte des Anschaffungspreises einer damaligen Luxuslimousine, verlangt werden musste.
Aus der Chummy entwickelte Gilbert Taylor anschließend mit der Taylor Cub ein bedeutend billiger herzustellendes Nachfolgemuster, das schließlich über die Taylor J-2 Cub zur Piper J-3 Cub, einem der weltweit erfolgreichsten Leichtflugzeuge, führte.

## Varianten
A-2 Chummy
zuerst nur als Chummy oder Arrowing Chummy angeboten. Die alphanumerische Bezeichnung A-2 wurde erst ab 1930 verwendet. Zwei Exemplare wurden mit den Kennzeichen NX4203 und NX4901 hergestellt. Der Antrieb war ein 90-PS-Anzani- oder ein 125-PS-Siemens-Halske-Sh-12-Sternmotor.
B-2 Chummy (auch B-2 Arrowing)
wie A-2, aber mit 100-PS-Kinner-K-5-Fünfzylinder-Sternmotor, fünf Exemplare gebaut
C-2
mit 90-PS-Kinner-K-5-Triebwerk, eines soll mit einem Tragflügel mit veränderbarem Einstellwinkel für die Guggenheim Safe Airplane Competition ausgerüstet worden sein

## Technische Daten
| Kenngröße             | Daten der A-2                                                           | Daten der B-2                  | Daten der C-2                 |
| --------------------- | ----------------------------------------------------------------------- | ------------------------------ | ----------------------------- |
| Besatzung             | 2                                                                       | 2                              | 2                             |
| Länge                 | 6,71 m                                                                  | 6,71 m                         | 6,86 m                        |
| Spannweite            | 10,37 m                                                                 | 10,37 m                        |                               |
| Leermasse             | 430 kg                                                                  | 490 kg                         |                               |
| Startmasse            | 673 kg                                                                  | 745 kg                         |                               |
| Reisegeschwindigkeit  | 160 km/h                                                                |                                |                               |
| Höchstgeschwindigkeit | 175 km/h                                                                |                                |                               |
| Reichweite            | 500 NM (926 km)                                                         | 400 NM (741 km)                |                               |
| Triebwerk: Sternmotor | 1 × Anzani, 90 PS (66 kW) oder 1 × Siemens-Halske Sh 12, 125 PS (92 kW) | 1 × Kinner K-5, 100 PS (74 kW) | 1 × Kinner K 5, 90 PS (66 kW) |